# Hey Joe (EP Patti Smith)
Hey Joe – minialbum Patti Smith wydany w 1977 przez Arista Records.

## Lista utworów
1. "Hey Joe" (Patti Smith, Billy Roberts) – 5:05
2. "Radio Ethiopia" (Smith, Lenny Kaye) – 15:40

- Utwór 1 nagrano w 1974 w Electric Lady Studios (Nowy Jork)
- Utwór 2 nagrano podczas koncertu w klubie CBGB (Nowy Jork) 5 czerwca 1977.

## Skład
- Patti Smith – wokal, gitara
- Lenny Kaye – gitara
- Jay Dee Daugherty – perkusja
- Ivan Kral – gitara basowa
- Richard Sohl – instrumenty klawiszowe

### Gościnnie
- Tom Verlaine – gitara ("Hey Joe")